# Auguste Oudin
Auguste Oudin est né à Pontivy (Morbihan) le 22 août 1886 et mort à Paris le 15 décembre 1979. Il a été directeur de l'École nationale des Eaux et Forêts de 1941 à 1957.

## Biographie
Passé par le lycée Saint-Vincent de Rennes, après sa scolarité il est nommé ingénieur de l'École polytechnique en 1908 et ingénieur des Eaux et forêts en 1911.
Mobilisé aux armées dans l'Infanterie de 1914 à 1918, il fut blessé sur le champ de bataille de Verdun et à Armaucourt en 1916.
En juillet 1924, il est nommé chef de la 1ère section de la Station de recherches forestière (dépendant de l’Ecole nationale forestière des eaux et forêts de Nancy jusqu’en 1964). Après avoir été nommé Conservateur en 1937, il devient directeur de Ecole nationale forestière des eaux et forêts d’octobre 1941 jusqu’à sa retraite prise en août 1957. Entre-temps il est nommé inspecteur général en février 1943. Il y a contribué fortement à l'enseignement de la pédagogie forestière et participa activement au développement de la pédologie naissante.
Durant l'Occupation, il a aidé la Résistance comme l'atteste une lettre de M. Chailley-Bert, préfet de Meurthe-et-Moselle à la Libération : « M. Oudin a eu un rôle particulièrement actif dans le rassemblement des renseignements et dans la distribution des postes émetteurs, au cours de ses nombreuses tournées sur le terrain » dans son secteur de Nancy. Il a notamment abrité à son domicile des résistants dont Paul-André Chailley-Bert et le colonel Grandval.
Il fut membre titulaire de l'académie d'agriculture de France le 19 décembre 1962, puis président de celle-ci en 1971.
Il fut admis à la retraite le 14 août 1957 et s'installa à Paris auprès de ses quatre enfants.

## Distinctions
- Commandeur de la Légion d'honneur
- Croix de guerre 1914–1918
- Commandeur de l'ordre du Mérite agricole
- Croix des services militaires volontaires
- Officier de l'Instruction publique
- Croix de Sainte-Anne de 3e classe[4]